# Gailard Sartain
Pour les articles homonymes, voir Sartain.
Gailard Sartain, né le 18 septembre 1943 à Tulsa, Oklahoma (États-Unis) et mort le 19 juin 2025 dans la même ville, est un acteur américain.
Gailard Sartain est un habitué de la série de variétés de musique country Hee Haw, et également connu pour ses rôles dans trois des films d'Ernest et la série télévisée Hey Vern, It's Ernest !, qui a duré une saison sur CBS en 1988. Gailard Sartain est également un peintre et illustrateur à succès.

## Biographie
Gailard Sartain est membre régulier de la distribution de Hee Haw, apportant un mélange d'esprit et de chaleur aux foyers américains[Interprétation personnelle ?] tout au long des années 1970. Sa carrière cinématographique comprend des apparitions mémorables aux côtés de légendes d'Hollywood, et sa voix et sa personnalité inimitables ont fait de lui un acteur de caractère incontournable tout au long des années 1980, et 1990. Habitant de Tulsa, Gailard Sartain est également un peintre et illustrateur, connu pour son travail sur la scène artistique locale. 
Gailard Sartain meurt le 19 juin 2025 à l'âge de 81 ans, à Tulsa (Oklahoma),.

## Filmographie
- 1975 : Nashville :
- 1975 : Keep on Truckin' (série télévisée)
- 1976 : The Sonny and Cher Show (série télévisée) :
- 1977 : Shields and Yarnell (série télévisée)
- 1978 : The Buddy Holly Story de Steve Rash :
- 1978 : Smokey and the Good Time Outlaws : Arthur Leddy
- 1978 : Hee Haw Honeys (série télévisée) : Willie Billie Honey
- 1979 : Un vrai schnock (The Jerk) :
- 1980 : The Hollywood Knights de Floyd Mutrux : Bimbeau
- 1980 : Roadie : B. B. Muldoon
- 1981 : Hard Country : Johnny Bob
- 1982 : Espèce en voie de disparition (Endangered Species) : le maire
- 1983 : Shérif, fais-moi peur (The Dukes of Hazzard) (série TV) (saison 6, épisode 5 : "La taverne de l'ours") : A. C. Tate Jr
- 1983 : Outsiders (The Outsiders) de Francis Ford Coppola : Jerry Wood
- 1984 : Songwriter, d'Alan Rudolph : Mulreaux
- 1984 : All of Me : Fulton Norris
- 1984 : Choose Me : Mueller
- 1985 : Wanda's Café (Trouble in Mind) : Fat Adolph
- 1986 : Uphill All the Way : Private
- 1987 : Leader of the Band : Elmo De Lavallard
- 1987 : Big Easy : Le Flic de mon cœur (The Big Easy) : Chef Paul
- 1987 : Ernest et les joyeuses colonies (Ernest Goes to Camp) : Jake
- 1987 : Bienvenue au Paradis (Made in Heaven) d'Alan Rudolph : Sam Morrell
- 1988 : The Moderns : New York Critic
- 1988 : Le père Noël est en prison (Ernest Saves Christmas) : Chuck
- 1988 : Mississippi Burning : Shérif Ray Stuckey
- 1988 : Hey, Vern, It's Ernest! (série télévisée) : Chuck / Lonnie Don / Matt Finish
- 1989 : Blaze : LaGrange
- 1990 : L'Amour poursuite (Love at Large) : chauffeur de taxi
- 1990 : Ernest en prison (Ernest Goes to Jail) : Chuck
- 1990 : Les Arnaqueurs (The Grifters) : Joe
- 1991 : Wishman : Dr Abe Rogers
- 1991 : Death Falls : Hearse Driver
- 1991 : La Liste noire (Guilty by Suspicion) : le président du conseil Wood
- 1991 : Beignets de tomates vertes (Fried Green Tomatoes) : Ed Couch
- 1991 : Un homme aux abois (The Chase) (téléfilm) : Hammer
- 1992 : Arrête, ou ma mère va tirer ! (Stop! Or My Mom Will Shoot) : Munroe
- 1992 : Equinox : Dandridge
- 1993 : Sandman : Dave
- 1993 : L'Affaire Karen McCoy (The Real McCoy) : Gary Buckner
- 1993 : Cooperstown (téléfilm) : Georgia State Trooper
- 1993 : Walker, Texas ranger (série TV) : CD Parker (saison 1)
- 1994 : Trou de mémoire (Clean Slate) : juge Block
- 1994 : Rends la monnaie, papa (Getting Even with Dad) d'Howard Deutch : Carl
- 1994 : Pionniers malgré eux (Wagons East) : J. P. Moreland
- 1994 : Chérie, vote pour moi (Speechless) : Cutler
- 1995 : Open Season : George Plunkett
- 1996 : The Spitfire Grill : Shérif Gary Walsh
- 1997 : Murder in Mind : Charlie
- 1997 : RocketMan : M. Randall
- 1997 : Joe Torre: Curveballs Along the Way (téléfilm) : Don Zimmer
- 1998 : Piège à haut risque (The Patriot) : Floyd Chisolm
- 1999 : Existo : Colette Watchuwill
- 1999 : The All New Adventures of Laurel & Hardy in 'For Love or Mummy' : Oliver Fattius Hardy
- 1999 : Les Pirates de la Silicon Valley (Pirates of Silicon Valley) (téléfilm) : Ed
- 1999 : That Championship Season (téléfilm) : le proviseur
- 2000 : Les Remplaçants (The Replacements) : Pilachowski
- 2001 : Ali : Gordon Davidson
- 2002 : The Round and Round : Jim Stoops
- 2005 : Rencontres à Elizabethtown : Charles Dean